# کارین ونسه
کارین ونسه (به انگلیسی: Karine Vanasse) (زاده ۲۴ نوامبر ۱۹۸۳) بازیگر فرانسوی-کانادایی است.
از فیلم‌های معروف او می‌توان به بازی در مجموعه تلویزیونی انتقام  و پن ام اشاره کرد.